# Swaffham Prior
Swaffham Prior – wieś w Anglii, w hrabstwie Cambridgeshire, w dystrykcie East Cambridgeshire. Leży 14 km na wschód od miasta Cambridge i 88 km na północ od Londynu. W 2001 miejscowość liczyła 765 mieszkańców.